# کامی کاتسوایچیرو
کامی کاتسوایچیرو (به ژاپنی: 亀井勝一郎); ۶ فوریهٔ ۱۹۰۷ – ۱۴ نوامبر ۱۹۶۶) نویسنده، ناقد ادبی و عضو آکادمی هنر ژاپن اهل ژاپن بود.